# The Irish Times
The Irish Times, grundlagt 1859, er en af Irlands største og ældste aviser. Den udkommer i et oplag på omkring 117.730 eksemplarer.
Holdningsmæssigt var Irish Times oprindeligt protestantisk og nationalistisk, men regnes i dag for at være socialliberal og neutral i forhold til et forenet Irland. Den står således i opposition til konkurrenten Irish Independent. Det er den avis i Irland, der har det største antal korrespondenter i udlandet; i Washington, Moskva, Beijing, London, Centralamerika, Sydamerika og Afrika. 
Redaktør er siden 2011 Kevin O'Sullivan. 